# Mitropa

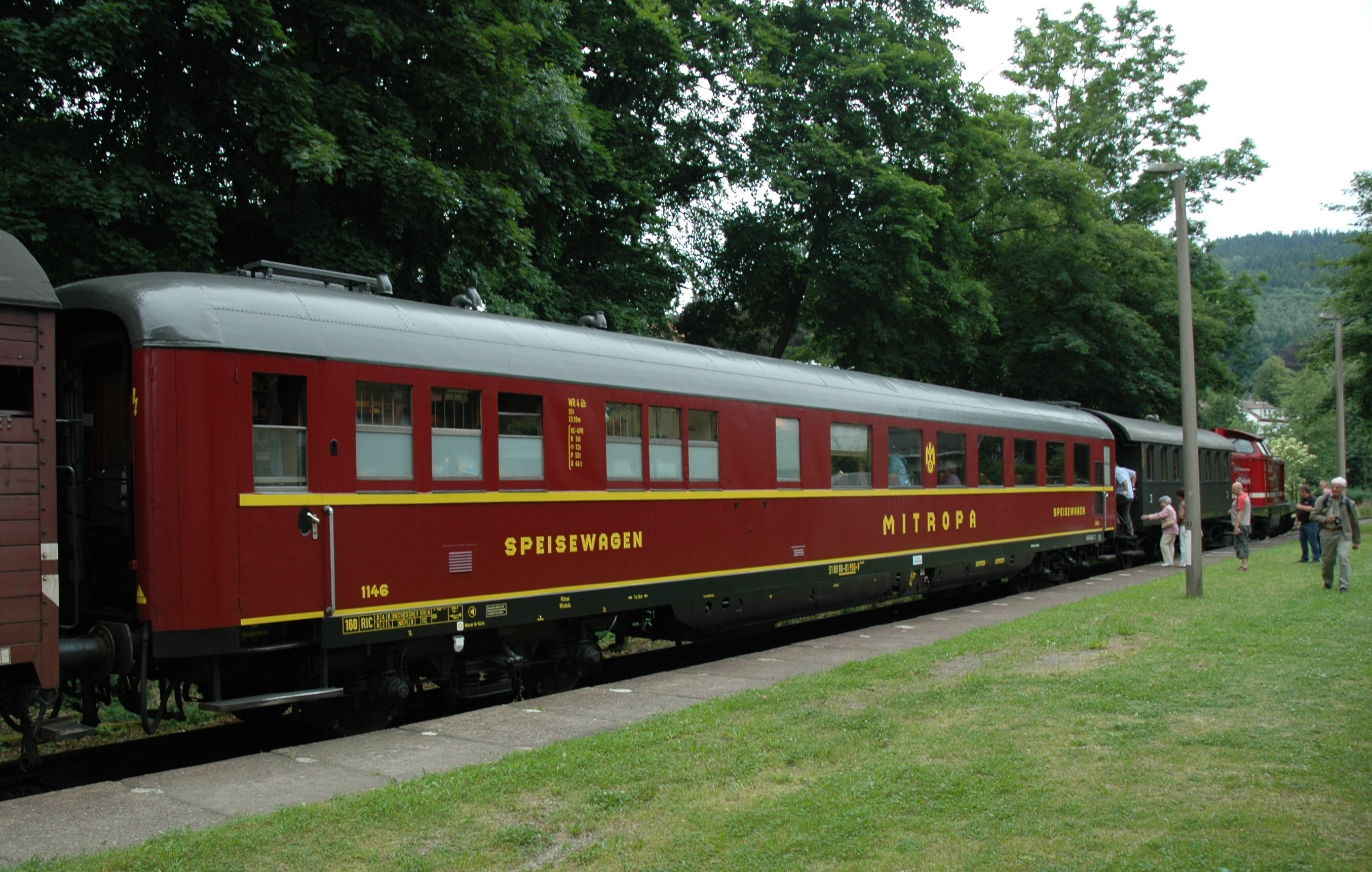
Wagon restauracyjny Mitropa

Mitropa (MITROPA, od 2006 jako SSP Deutschland GmbH) – przedsiębiorstwo kateringowe, zajmujące się m.in. eksploatacją wagonów restauracyjnych i sypialnych, założone w 1916 roku, podczas I wojny światowej jako MITteleuROPäische Schlafwagen- und Speisewagen Aktiengesellschaft. Zajmowało się również obsługą kateringową lotnisk, stacji benzynowych i statków żeglugi śródlądowej. Podczas II wojny światowej działało zarówno w Niemczech, jak i w krajach okupowanych. Po wojnie i podziale Niemiec na strefy okupacyjne podzielone między Aliantów, przy czym nazwę i logo używała strona wschodnioniemiecka, mimo filozofii ustroju zachowując również status spółki akcyjnej.
Po zjednoczeniu Niemiec przedsiębiorstwo wcielone zostało do grupy Deutsche Bahn AG. Od 2006 działa pod nazwą SSP Deutschland i jest największym na świecie dostarczycielem usług gastronomicznych: posiada ok. 1900 punktów gastronomicznych w 23 państwach, głównie na dworcach kolejowych, lotniskach i stacjach benzynowych.

## Historia

### Przed II wojną światową
Przedsiębiorstwo zostało założone w roku 1916 przez przedsiębiorstwa kolejowe z Niemiec, Austrii i Węgier, przy przejęciu części francusko-belgijskiego przedsiębiorstwa Wagons-Lits. Pierwszą nazwą był akronim MSG od nazwy Mitteleuropäische Schlaf- und Speisewagen Aktiengesellschaft. W pierwszych latach działalności przedsiębiorstwo dysponowało 250 wagonami sypialnymi i restauracyjnymi. Po I wojnie światowej decyzją art. 367 traktatu wersalskiego Mitropa zobowiązana była zrezygnować z obsługi linii międzynarodowych i przekazać je Wagons-Lits. Do czerwca 1920 udziałowcy austriaccy i węgierscy zwrócili akcje spółce. W tym samym czasie francusko-belgijski konkurent przejął rynek niemiecki, utracony podczas wojny. Francuzi wytoczyli Mitropie 20 procesów sądowych, w których domagali się rozwiązania Mitropy jako przedsiębiorstwa biorącego udział w wojnie. Wszystkie pozwy oddalono do roku 1922.
W latach 1920–1924 Mitropa nawiązała szereg kontaktów z przedsiębiorstwami angielskimi i szwajcarskimi, m.in. Great Eastern Railway Company i Societé Anonyme Transcontinent, stając się częścią londyńskiej spółki Trans-European Company Limited, która przejęła 40% udziałów Mitropy. Przekształcenia umożliwiły przedsiębiorstwu wejście na rynek szwajcarski. Prawdziwy rozwój nastąpił od roku 1925, kiedy przestał obowiązywać zapis z traktatu wersalskiego, w tym roku osiągnięto również porozumienie z Wagons-Lits.

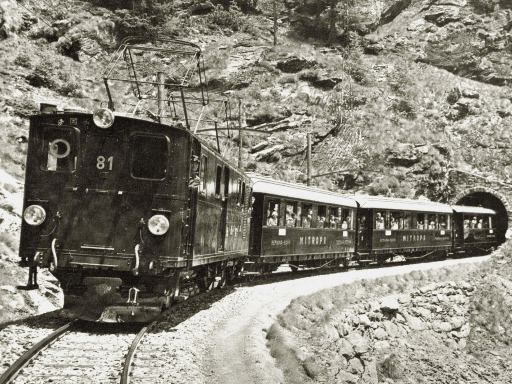
Wagony Mitropy w przedwojennym pociągu szwajcarskim

Pod koniec roku 1926 przedsiębiorstwo posiadało 565 wagonów sypialnych i restauracyjnych. Logo firmy powstało w roku 1928, zaprojektowane przez grafika Karla Schulpiga. Mitropa już od początku swojej działalności nie ograniczała się do pociągów w trzech krajach – założycielach spółki; jej wagony jeździły również do Holandii, ponadto przejęła dwa pociągi szwajcarskie. Obsługiwała takie luksusowe pociągi, jak „Skandinavien-Schweiz-Express” i „London-Berlin-Express”. Nie ograniczała się jedynie do kolei; w 1928 roku przejęła katering w nowo powstałej firmie lotniczej Lufthansa, a także na promach między Sassnitz i Trelleborgiem i na parowcach na Dunaju.

### II wojna światowa
W 1939 roku Mitropa obsługiwała dziennie 298 wagonów restauracyjnych i 244 wagony sypialne. II wojna światowa spowodowała, że współudziałowiec Wagons-Lits zerwał wszystkie kontrakty. Mitropa obsługiwała pociągi do krajów okupowanych. Pojawiły się problemy z aprowizacją dla obsługiwanych wagonów i restauracji. Na początku roku 1940 Mitropie nakazano zwiększenie liczby restauracji dworcowych w Niemczech i za granicą. Jedna z nich powstała w okupowanej Warszawie, na Dworcu Głównym, i miała status nur für Deutsche; Gwardia Ludowa 24 października 1942 przeprowadziła zamach na ten lokal.
Po załamaniu się frontów 40% pracowników Mitropy wcielono do Wehrmachtu. W roku 1944 główny magazyn żywnościowy Mitropy został zniszczony w bombardowaniu. Gdy wojska radzieckie wkraczały do Berlina, firmę przeniesiono do Hamburga w pociągu złożonym z 14 wagonów sypialnych i restauracyjnych. W wojnie zniszczeniu uległo 50% wagonów przedsiębiorstwa.

### Po II wojnie światowej

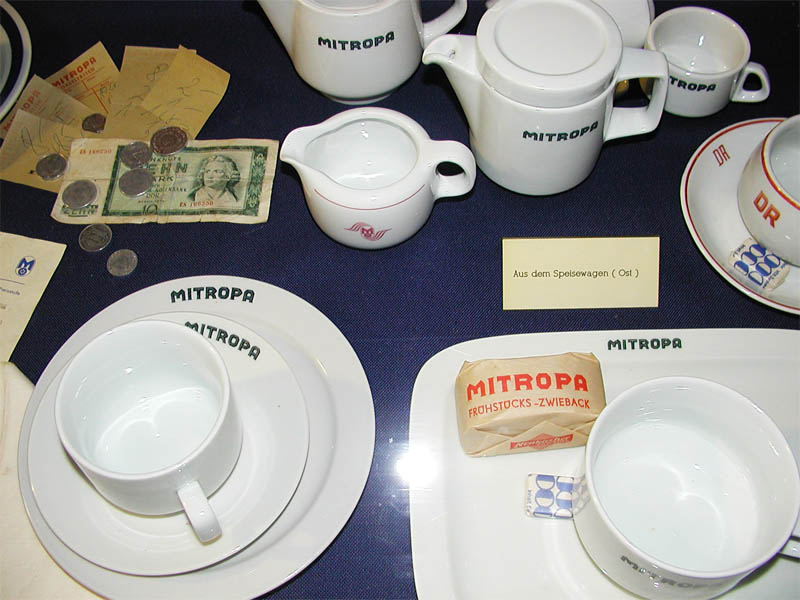
Zastawa stołowa Mitropy z czasów NRD

Po wojnie przedsiębiorstwo podzielono na cztery części – po jednej dla każdej strefy okupowanej. Po powstaniu Republiki Federalnej Niemiec trzy z nich połączyły się w jedno przedsiębiorstwo o nazwie Deutsche Schlafwagen- und Speisewagengesellschaft (DSG) z siedzibą we Frankfurcie nad Menem. Nazwa i logo zostały w Niemieckiej Republice Demokratycznej, tam również zachowano formę przedsiębiorstwa jako spółki akcyjnej, niezwykłą w tym państwie. W 1949 roku otworzono pierwszą restaurację dworcową w Halle, od 1951 roku spółka obsługiwała promy bałtyckie. W roku 1954 doszło do porozumienia DSG i Mitropy w sprawie obsługi ruchu między obydwoma państwami niemieckimi.
Od roku 1961 Mitropa prowadziła restauracje przy autostradach (Raststätte). Wprowadzono również szereg innowacji, np. samoobsługę na dworcu w Karl-Marx-Stadt. Od 1958 Mitropa obsługiwała także turystyczną żeglugę pasażerską Weiße Flotte. W 1972 roku otwarto również jej lokal we Frankfurcie nad Menem. Od lat 70. XX wieku aż do przejęcia stosunki między DSG i Mitropą były partnerskie. Pod koniec istnienia NRD przedsiębiorstwo zatrudniało 15 tys. pracowników, a obrót roczny wynosił 15 mld marek NRD; w tym samym czasie DSG zatrudniał jedynie 5 tys. osób.
W 1994, wraz z Deutsche Reichsbahn, Mitropa wcielona została do grupy Deutsche Bahn AG. W 2004 przejęta została przez Compass Group Deutschland GmbH, a w 2006 wydzielona z koncernu jako SSP Deutschland GmbH. Nazwa „Mitropa” wyszła z użycia w roku 2006.